# Ekonofysik
Ekonofysik, av engelskans econophysics, ett interdisciplinärt forskningsfält mellan fysik och ekonomi. Metoder från statistisk fysik tillämpas på ekonomiska frågeställningar, i synnerhet på begrepp från finansvärlden, såsom börskurser och optionsprissättning.